# Matthew Wilson (pilote)
Pour les articles homonymes, voir Matthew Wilson et Wilson.
Matthew Wilson est un pilote automobile britannique, né le 29 janvier 1987. Il est le fils de l'ancien pilote de rallye et actuel patron de l'équipe M-Sport, Malcolm Wilson.

## Biographie

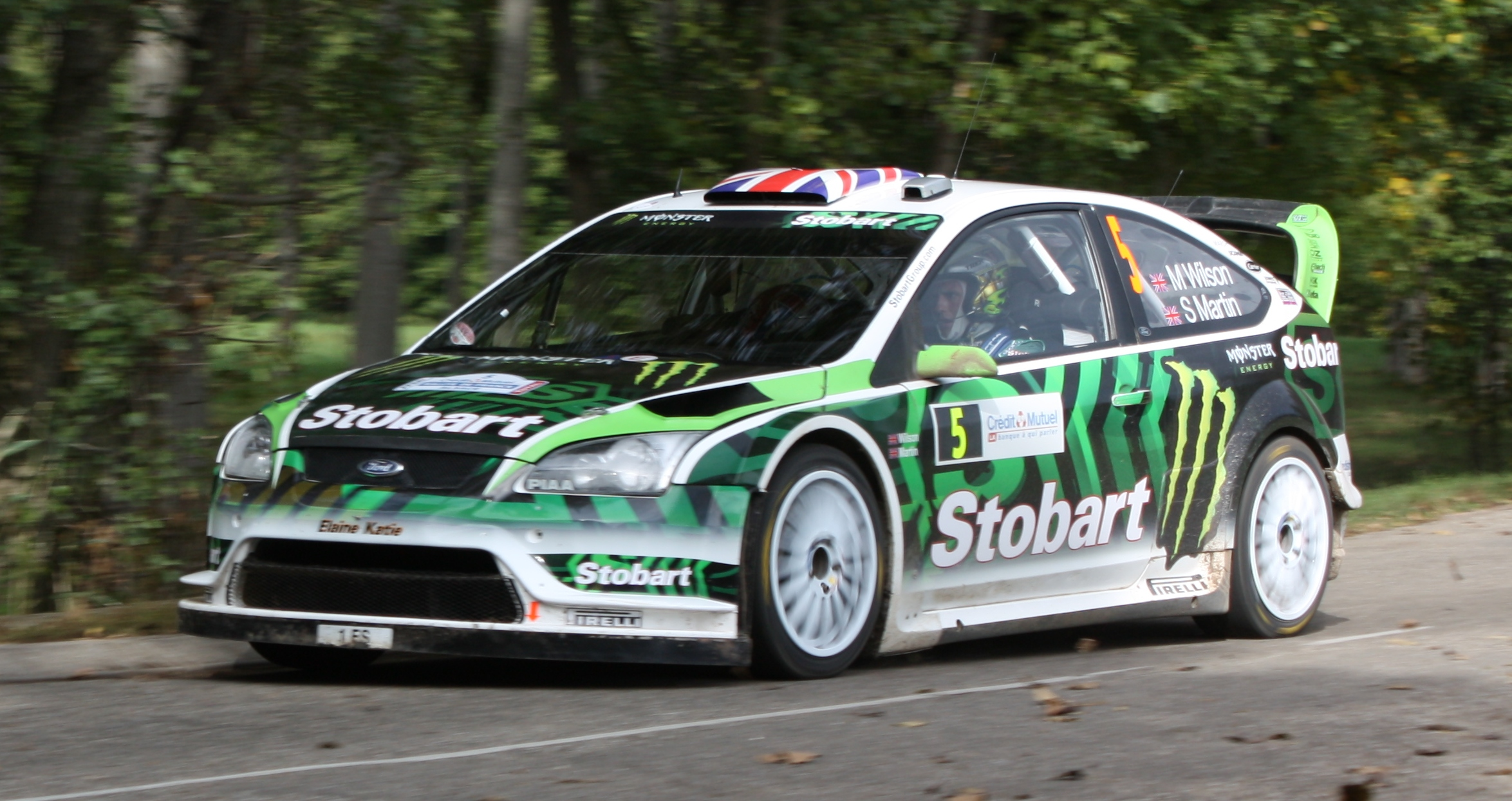
Matthew Wilson au Rallye de France 2010

Après avoir été brièvement pilote de voitures de tourisme en remportant le championnat T Cars en 2002 (17 victoires sur 22 courses), il passe l'année suivante en Championnat de Grande-Bretagne de Formule Renault en 2003, finissant 18e au sein de l'équipe Manor Motorsport. Matthew a débute en rallye en 2003, et a disputé son premier rallye de championnat du monde en 2004, lors du rallye de Grande-Bretagne. Depuis 2006, il dispute l'intégralité du championnat du monde pour le compte de l'équipe Stobart VK M-Sport Ford Rally Team, dirigée par son père. Son meilleur résultat obtenu à ce jour est une quatrième place obtenue lors du rallye du Japon 2007 et du  rallye d'Australie 2011.

## Palmarès

### Victoires
| victoires                | victoires | victoires                | victoires              | victoires    | victoires            |
| #                        | Saison    | Rallye                   | Pays                   | Copilote     | Voiture              |
| ------------------------ | --------- | ------------------------ | ---------------------- | ------------ | -------------------- |
| 1                        | 2005      | Trackrod Rally Yorkshire | Drapeau du Royaume-Uni | Scott Martin | Ford Focus RS WRC 04 |
| 1                        | 2005      | Rally Ireland            | Drapeau de l'Irlande   | Michael Orr  | Ford Focus RS WRC 04 |
| Référence : ewrc-results |           |                          |                        |              |                      |

## Résultats en championnat du monde des rallyes
| Résultats WRC complets | Résultats WRC complets | Résultats WRC complets | Résultats WRC complets | Résultats WRC complets | Résultats WRC complets | Résultats WRC complets | Résultats WRC complets | Résultats WRC complets | Résultats WRC complets | Résultats WRC complets | Résultats WRC complets | Résultats WRC complets | Résultats WRC complets | Résultats WRC complets | Résultats WRC complets | Résultats WRC complets | Résultats WRC complets | Résultats WRC complets |
| Saison                 | Rallye                 | Rallye                 | Rallye                 | Rallye                 | Rallye                 | Rallye                 | Rallye                 | Rallye                 | Rallye                 | Rallye                 | Rallye                 | Rallye                 | Rallye                 | Rallye                 | Rallye                 | Rallye                 | Points                 | Classement final       |
| ---------------------- | ---------------------- | ---------------------- | ---------------------- | ---------------------- | ---------------------- | ---------------------- | ---------------------- | ---------------------- | ---------------------- | ---------------------- | ---------------------- | ---------------------- | ---------------------- | ---------------------- | ---------------------- | ---------------------- | ---------------------- | ---------------------- |
| 2004                   | MON                    | SWE                    | MEX                    | NZL                    | CYP                    | GRE                    | TUR                    | ARG                    | FIN                    | GER                    | JPN                    | GBR                    | ITA                    | FRA                    | ESP                    | AUS                    | 0                      | -                      |
| 2004                   | -                      | -                      | -                      | -                      | -                      | -                      | -                      | -                      | -                      | -                      | -                      | 13e                    | -                      | -                      | -                      | -                      | 0                      | -                      |
|                        |                        |                        |                        |                        |                        |                        |                        |                        |                        |                        |                        |                        |                        |                        |                        |                        |                        |                        |
| 2005                   | MON                    | SWE                    | MEX                    | NZL                    | ITA                    | CYP                    | TUR                    | GRE                    | ARG                    | FIN                    | GER                    | GBR                    | JPN                    | FRA                    | ESP                    | AUS                    | 0                      | -                      |
| 2005                   | -                      | -                      | -                      | -                      | -                      | -                      | -                      | -                      | -                      | -                      | -                      | 15e                    | -                      | -                      | -                      | -                      | 0                      | -                      |
|                        |                        |                        |                        |                        |                        |                        |                        |                        |                        |                        |                        |                        |                        |                        |                        |                        |                        |                        |
| 2006                   | MON                    | SWE                    | MEX                    | ESP                    | FRA                    | ARG                    | ITA                    | GRE                    | GER                    | FIN                    | JPN                    | CYP                    | TUR                    | AUS                    | NZL                    | GBR                    | 1                      | 28e                    |
| 2006                   | 15e                    | 14e                    | 16e                    | 15e                    | 16e                    | 8e                     | 34e                    | 10e                    | 12e                    | 10e                    | 40e                    | 10e                    | 12e                    | 27e                    | 13e                    | 12e                    | 1                      | 28e                    |
|                        |                        |                        |                        |                        |                        |                        |                        |                        |                        |                        |                        |                        |                        |                        |                        |                        |                        |                        |
| 2007                   | MON                    | SWE                    | NOR                    | MEX                    | POR                    | ARG                    | ITA                    | GRE                    | FIN                    | GER                    | NZL                    | ESP                    | FRA                    | JPN                    | IRL                    | GBR                    | 11                     | 11e                    |
| 2007                   | 12e                    | Ab.                    | 26e                    | 8e                     | 12e                    | 30e                    | 12e                    | 10e                    | 10e                    | 9e                     | 10e                    | 11e                    | Ab.                    | 4e                     | 7e                     | 6e                     | 11                     | 11e                    |
|                        |                        |                        |                        |                        |                        |                        |                        |                        |                        |                        |                        |                        |                        |                        |                        |                        |                        |                        |
| 2008                   | MON                    | SWE                    | MEX                    | ARG                    | JOR                    | ITA                    | GRE                    | TUR                    | FIN                    | GER                    | NZL                    | ESP                    | FRA                    | JPN                    | GBR                    |                        | 15                     | 10e                    |
| 2008                   | 10e                    | Ab.                    | 5e                     | Ab.                    | 5e                     | 12e                    | 6e                     | 7e                     | 9e                     | 12e                    | 17e                    | 9e                     | 8e                     | 7e                     | 9e                     |                        | 15                     | 10e                    |
|                        |                        |                        |                        |                        |                        |                        |                        |                        |                        |                        |                        |                        |                        |                        |                        |                        |                        |                        |
| 2009                   | IRL                    | NOR                    | CYP                    | POR                    | ARG                    | ITA                    | GRE                    | POL                    | FIN                    | AUS                    | ESP                    | GBR                    |                        |                        |                        |                        | 28                     | 7e                     |
| 2009                   | 7e                     | 7e                     | 5e                     | Ab.                    | 5e                     | 6e                     | 14e                    | 5e                     | 8e                     | 6e                     | 7e                     | 6e                     |                        |                        |                        |                        | 28                     | 7e                     |
|                        |                        |                        |                        |                        |                        |                        |                        |                        |                        |                        |                        |                        |                        |                        |                        |                        |                        |                        |
| 2010                   | SWE                    | MEX                    | JOR                    | TUR                    | NZL                    | POR                    | BUL                    | FIN                    | GER                    | JPN                    | FRA                    | ESP                    | GBR                    |                        |                        |                        | 74                     | 7e                     |
| 2010                   | 7e                     | 16e                    | 5e                     | 7e                     | 6e                     | 6e                     | 9e                     | 6e                     | 6e                     | 23e                    | 8e                     | 6e                     | 7e                     |                        |                        |                        | 74                     | 7e                     |
|                        |                        |                        |                        |                        |                        |                        |                        |                        |                        |                        |                        |                        |                        |                        |                        |                        |                        |                        |
| 2011                   | SWE                    | MEX                    | POR                    | JOR                    | ITA                    | ARG                    | GRE                    | FIN                    | GER                    | AUS                    | FRA                    | ESP                    | GBR                    |                        |                        |                        | 63                     | 7e                     |
| 2011                   | 9e                     | Ab.                    | 5e                     | 5e                     | 9e                     | 8e                     | 6e                     | 8e                     | 11e                    | 4e                     | 10e                    | Ab.                    | 5e                     |                        |                        |                        | 63                     | 7e                     |
|                        |                        |                        |                        |                        |                        |                        |                        |                        |                        |                        |                        |                        |                        |                        |                        |                        |                        |                        |
| 2012                   | MON                    | SWE                    | MEX                    | POR                    | ARG                    | GRE                    | NZL                    | FIN                    | GER                    | GBR                    | FRA                    | ITA                    | ESP                    |                        |                        |                        | 4                      | 27e                    |
| 2012                   | 11e                    | -                      | -                      | -                      | -                      | -                      | -                      | -                      | -                      | 8e                     | -                      | -                      | -                      |                        |                        |                        | 4                      | 27e                    |
|                        |                        |                        |                        |                        |                        |                        |                        |                        |                        |                        |                        |                        |                        |                        |                        |                        |                        |                        |
| 2013                   | MON                    | SWE                    | MEX                    | POR                    | ARG                    | GRE                    | ITA                    | FIN                    | GER                    | AUS                    | FRA                    | ESP                    | GBR                    |                        |                        |                        | 0                      | en cours               |
| 2013                   |                        | 27e                    |                        | -                      | -                      | -                      | -                      | -                      | -                      | -                      | -                      | -                      |                        |                        |                        |                        | 0                      | en cours               |
|                        |                        |                        |                        |                        |                        |                        |                        |                        |                        |                        |                        |                        |                        |                        |                        |                        |                        |                        |